# Eryngium rauhianum
Eryngium rauhianum là một loài thực vật có hoa trong họ Hoa tán. Loài này được Mathias & Constance mô tả khoa học đầu tiên năm 1957.